# Januševičius
Januševičius ist ein litauischer männlicher Familienname.

## Herkunft
Der Name ist slawischer Herkunft, abgeleitet vom polnischen männlichen Vornamen Janusz.

## Weibliche Formen
- Januševičė (neutral)
- Januševičiūtė (ledig)
- Januševičienė (verheiratet)

## Namensträger
- Gintaras Januševičius (* 1985), Pianist
- Raimondas Januševičius (* 1973), Politiker, Bürgermeister von Šakiai